# Hagar Olsson

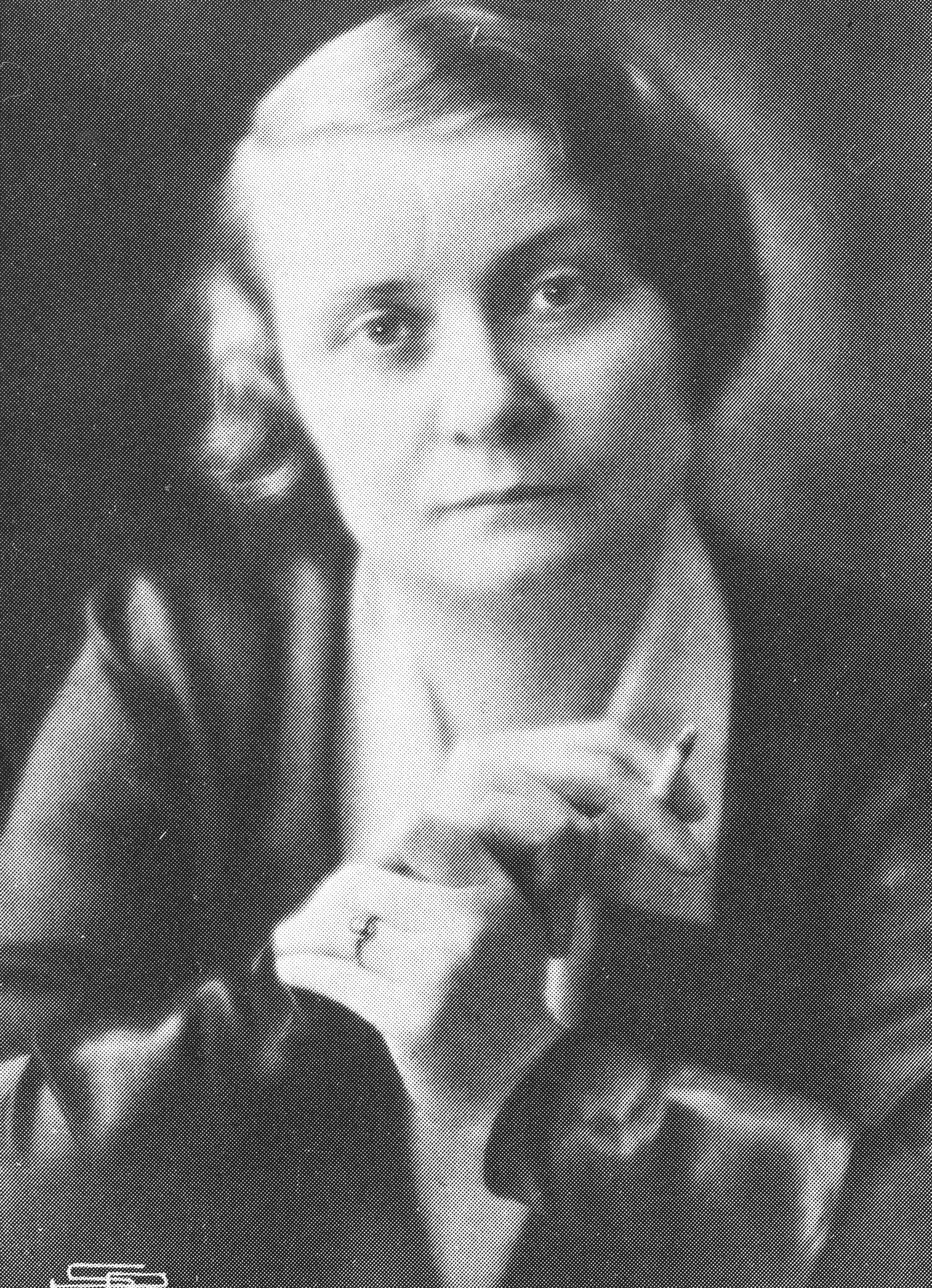
Hagar Olsson

Alli Hagar Olsson (* 16. September 1893 in Kustavi; † 21. Februar 1978 in Helsinki) war eine finnlandschwedische Literaturkritikerin, Übersetzerin und Schriftstellerin, die dem finnlandschwedischen Modernismus zugeordnet wird.

## Leben und Wirken
Olsson war Tochter eines Geistlichen. Sie wuchs in der Provinz Åland, in Turku und in Karelien auf, wo sie eine Schule in Viipuri besuchte. Danach studierte sie in Helsingfors Literatur und arbeitete als Literaturkritikerin für eine schwedischsprachige Zeitung. Außerdem übersetzte sie Werke finnischer Schriftsteller wie L. Onerva, Juhani Aho und Johannes Linnankoski ins Schwedische. Ihr erster Roman, Lars Thorman och Döden (Lars Thorman und der Tod) erschien 1916.
Ab 1918 entwickelte sich eine tiefe Freundschaft zwischen Hagar Olsson und Edith Södergran. In diesem Jahr war Södergrans Gedichtband Rosenaltaret erschienen und von den meisten Kritikern verrissen, von Olsson jedoch verteidigt worden.
1922 begründete Olsson zusammen mit Elmer Diktonius die Literaturzeitschrift Ultra, 1928 Quosego. Außerdem war sie Redakteurin der Zeitschrift Tulenkantajat. Ihre 1925 veröffentlichte Essaysammlung Ny Generation wurde zum Manifest des finnlandschwedischen Modernismus.
Als Olssons wichtigste Werke gelten die Romane Mr Jeremias söker en illusion sowie Chitambo, der autobiographische Züge aufweist. Ferner schrieb Olsson expressionistische Dramen.

## Ehrungen
- 1950 Karl-Emil-Tollander-Preis
- 1965 Eino-Leino-Preis
- 1966 Finnland-Preis der Schwedischen Akademie

## Werke

### Romane
- Lars Thorman och Döden (1916)
- Kvinnan och nåden (1919)
- Mr. Jeremias söker en illusion (1927)
- På Kanaanexpressen (1929)
- Det blåser upp till storm (1930)
- Chitambo (1933)
- Träsnidaren och döden (1940)

### Kurzprosa
- Själarnas ansikten (1917)
- Kinesisk utflykt (1949)
- Hemkomst (1961)
- Drömmar (1966)
- Ridturen (1968)

### Essays
- Ny generation (1925)
- Arbetare i natten (1935)
- Hurskaat herjaajat (1946)
- Jag lever (1948)
- Tidiga fanfarer och annan dagskritik (1953)
- Möte med kära gestalter (1963)

### Dramen
- Hjärtats pantomim (1927)
- SOS (1928)
- Det blåser upp till storm (1930)
- Det blåa undret (1932)
- Lumisota (1939)
- Rövaren och jungfrun (1944)
- Kärlekens död (1952)